# Dysgonia harmonica
Dysgonia harmonica là một loài bướm đêm trong họ Erebidae.